# برو (سوئد)
شهر برو (به سوئدی: Bro, Sweden) در ناحیه شهری اوپلندز-برو در کشور سوئد واقع شده‌است. جمعیت این شهر ۲۴۳۳٫۳۲  نفر است.